# Фијат 500 тополино
Фијат 500 (итал. Fiat 500) је мали аутомобил који је производила италијанска фабрика аутомобила Фијат. Производио се од 1936. до 1955. године. Познат је под називом тополино, што је италијански назив за лик из цртаног филма Микија Мауса.

## Историјат
Идеја да се направи овакав мали аутомобил долази од диктатора Бенита Мусолинија. 1930. године Мусолини је позвао тада сенатора Краљевине Италије Ђованија Ањелија, оснивача Фијата, да га обавести о "хитној потреби" да моторизује Италијане са економичним аутомобилом чија цена не прелази 5.000 лира. Јуна 1936. године на салону у Торину представљен је Фијат 500, који је коштао 8.900 лира. Нешто касније и Хитлер захтева од Фердинанда Поршеа да направи народни аутомобил од 1.000 марака, тако је 1938. године створена буба.
Тополино је био један од најмањих аутомобила на свету у време када се производио. Производио се у три верзије са мањим механичким и козметичким изменама. Био је опремљен са бензинским мотором од 569 кубика с четири цилиндра, и имао је свега 13 коњских снага. Разматрана је могућност попут Фолксвагенових модела, да се конструише возило са задњим мотором и ваздушним хлађењем, али када је прототип изгорио, одлучено је да возило буде с предњим мотором и воденим хлађењем. Маска која је била нагнута, искошен ветробран и једноставан задњи део омогућили су тополину да достигне брзину од 85 km/h, трошивши свега шест литара бензина на сто километара. Хладњак се налазио иза мотора омогућавајући снижену аеродинамику предњег краја и добру прегледност возача.
Тополино се производио по лиценци и изван Италије, у Француској га производила Симка, у Немачкој НСУ, у Аустрији Штајер-Пух, али и у Пољској и Индији. Возила су била готово идентична.
Модел 500А се производио од 1936. до 1948. године, док се модел 500Б производио 1948. и 1949. Модели А и Б су имали исти изглед, с тим што је 500Б имао нешто снажнији мотор. Модел 500А је био у купе, кабриолет и караван верзији са двоје врата, док модел 500Б уводи караван са троје врата под називом Giardinetta. Напреднји модел 500Ц долази 1949. године. Каросерија је нешто ревидирана, добија потпуно нови предњи крај, алуминијумску главу мотора, топли ваздух за грејање путника у возилу. Мотори и верзије су исти као у Б моделу, с тим што караван верзија мења назив у Belvedere. Производња је трајала до 1955. године, са скоро 520.000 произведених возила, када уступа место новом Фијату 600.

## Галерија
- 500А из 1939.
- 500А из 1947.
- Бочни изглед
- 500Ц из 1954.